# Pere d'Abella
Pere d'Abella fou un poeta català del segle xv autor del text Pus aix-t plau ta bandera estendre on expressa les convencions de l'amor trobadoresc.